# Rocket de Montréal
Pour les articles homonymes, voir Rocket.
Le Rocket de Montréal est une ancienne équipe de hockey sur glace évoluant dans la Ligue de hockey junior majeur du Québec (LHJMQ). Active de 1999 à 2003, la franchise a disputé ses matchs à domicile à l'aréna Maurice-Richard, dans l’est de Montréal, avant d’être relocalisée à Charlottetown, à l’Île-du-Prince-Édouard.

## Historique

### Fondation et débuts
La création du Rocket de Montréal est officialisée en 1999, à la suite de l’octroi d’une nouvelle franchise de la LHJMQ à un groupe d’hommes d’affaires dirigé par Serge Savard, ancien directeur-gérant du Canadien de Montréal. L’équipe devient ainsi la première concession de la ligue à s'établir à Montréal en 17 ans.
Le nom « Rocket » est choisi en hommage à Maurice « Rocket » Richard, légende du hockey montréalais, et le logo aux couleurs bleu, blanc et rouge est conçu pour symboliser sa détermination,. Maurice Richard assiste d'ailleurs au tout premier match de l'équipe, disputé le 9 septembre 1999, soit le neuvième jour du neuvième mois de l'année 1999, en référence au célèbre numéro 9 qu’il portait.
Dès ses débuts, la franchise vise à ramener le hockey junior au cœur de Montréal, en particulier dans le quartier Hochelaga-Maisonneuve, tout en attirant les amateurs de la Rive-Sud et du nord de la ville. Dotée d’un budget d’un million de dollars et d’un solide appui du milieu des affaires, l’équipe compte une trentaine d’actionnaires et plusieurs commanditaires.
Parmi les personnalités associées à l’équipe figurent Serge Savard Jr., vice-président et directeur général, et Pat LaFontaine, ancien joueur vedette de la LNH, qui en est le président d’honneur et actionnaire.

### Statistiques
| Saison    | PJ | V  | D  | N | DP | DTB | BP | BC | Pts | Classement           | Séries éliminatoires |
| --------- | -- | -- | -- | - | -- | --- | -- | -- | --- | -------------------- | -------------------- |
| 1999-2000 | 72 | 29 | 32 | 6 | 5  | -   | -  | -  | 69  | 6e association Lebel | Défaite au 1er tour  |
| 2000-2001 | 72 | 24 | 35 | 7 | 6  | -   | -  | -  | 61  | 8e association Lebel | Non qualifié         |
| 2001-2002 | 72 | 23 | 39 | 8 | 2  | -   | -  | -  | 56  | 7e association Lebel | Défaite au 1er tour  |
| 2002-2003 | 72 | 32 | 27 | 5 | 8  | -   | -  | -  | 77  | 5e association Lebel | Défaite au 1er tour  |

Les entraîneurs en chef successifs sont Gaston Therrien (1999 à 2002) et Gilbert Delorme (2002-2003).

## Difficultés et relocalisation
Malgré les efforts déployés par la direction, le Rocket connaît des difficultés d’assistance au fil des saisons, ce qui pousse les propriétaires à envisager un déménagement. En 2002, une tentative de relocalisation à Charlottetown échoue en raison de l'opposition des Castors de Sherbrooke et d’un vote défavorable des membres de la LHJMQ,. Le transfert est refusé notamment pour éviter un déséquilibre régional, alors que la ligue cherche à limiter à six le nombre d’équipes situées dans les Maritimes,.
Après plusieurs reports et blocages, la LHJMQ approuve finalement, en juin 2003, le déménagement du Rocket à Charlottetown pour la saison 2003-2004. L’équipe poursuit ses activités sous le nom des Islanders de Charlottetown, après son déménagement à l’Île-du-Prince-Édouard.